# Orazio Augenio
Orazio Augenio, en latin Augenius, né en 1527 à Potenza Picena et mort en 1603 à Padoue, est un médecin italien de la Renaissance.

## Biographie
Orazio Augenio naquit vers 1527 à Potenza Picena, dans la Marche d’Ancône, où son père, Luigi Augenio, archiatre du pape Clément VII, s’était acquis une très-grande réputation en exerçant la médecine pendant soixante-dix ans. Ses premières études furent toutes consacrées à la philosophie et à la théologie ; il s’adonna ensuite à la médecine avec un grand succès. Reçu docteur à Bologne, selon les uns, à Pise, selon les autres, il professa la logique pendant deux ans à Macerata, après quoi il se rendit à Rome, où il fut nommé à la chaire de médecine théorique. Il quitta cette fonction en 1563, pour aller exercer successivement à Osimo, à Cingoli, en 1570, et à Tolentino, en 1575 ; en 1576 il fut chargé de l’enseignement de la médecine pratique à Turin, où il resta jusqu’en 1592, époque à laquelle, cédant aux offres de la république de Venise, il alla à Padoue succéder à Bernardino Paterno. C’est dans cette ville qu’il mourut, en 1603.

## Œuvres
On a de lui un grand nombre d’écrits, tous réunis sous le titre d’Opera omnia, Francfort, 1597-1607, et Venise, 1607, 4 vol. in-fol. Ses œuvres les plus importantes sont :
- Quod homini non sit certum nascendi tempus, lib. II, Venise, 1595, in-8° ; Francfort, 1597, in-fol. ; il y combat l’opinion d’Hippocrate, qui prétendait qu’un enfant est moins viable à huit mois qu’à sept.
- De febribus, febrium signis, symptomatibus et prognostico libri VII, Francfort, 1604, in-fol. ; Venise, 1607, in-fol. Ce traité de pyrétologie n’est pas sans importance ; l’auteur y soutient que la fièvre est toujours un symptôme.
- De curandi ratione per sanguinis missionem, lib. XVII, Turin, 1584, in-4° ; Francfort, 1598 et 1605, in-fol.